# Cooperación

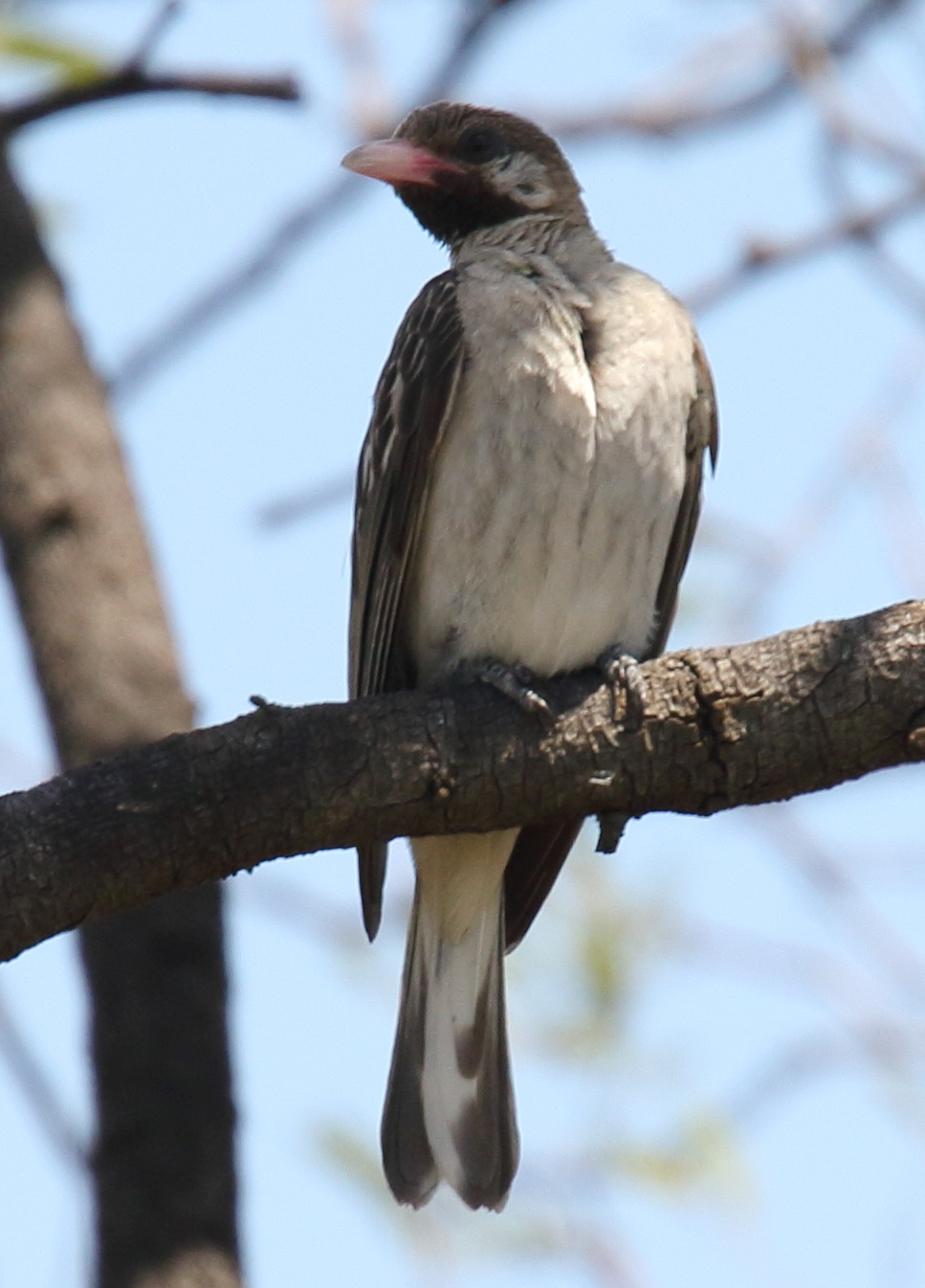
El nombre del ave Indicator indicator hace referencia a su costumbre de guiar a los rateles y los humanos hasta las colonias de abejas, para poder obtener cera y larvas de las que se alimenta tras el expolio de la miel por parte de los mamíferos.

La cooperación es el resultado de una estrategia aplicada al objetivo, desarrollado por grupos de personas o instituciones que comparten un mismo interés u objetivo. En este proceso generalmente se emplean métodos colaborativos y asociativos que facilitan la consecución de la meta común. Por ejemplo, cuando un grupo de personas se asocian para obtener alimentos a precios más bajos, la estrategia para este objetivo, es formar una cooperativa de consumo en donde cada asociado tiene el beneficio del aporte de los demás. 
La cooperación depende de la competitividad de cada individuo, cada individuo debe aportar a la sociedad y el beneficio que obtiene depende de la utilidad de su aporte, esto a la vez es conocido como reciprocidad.
La cooperación ha sido estudiada desde diferentes campos disciplinarios, entre otros: las matemáticas, las ciencias políticas, la biología, la ecología, la antropología.
Desde la Ecología se establece que corresponde a una relación interna específica de colaboración para la obtención de un objetivo común de una población, como la protección o la cacería. Entendiéndose población como el conjunto de individuos de una misma especie, ubicada en un área determinada. Se han sugerido varios mecanismos para explicar la aparición de la cooperación entre humanos y en sistemas naturales.

## Teoría de la cooperación
Desarrollada por Robert Axelrod, Martin Nowak y otros investigadores, está fundada en la investigación de individuos que persiguen su interés personal, sin la existencia de una autoridad central que obligue a cada cual a cooperar con los demás. La razón de suponer que se busca el beneficio propio, es que tal hipótesis permite examinar el difícil caso de que la cooperación no esté completamente basada en la preocupación por los demás o en el bienestar del grupo en su conjunto.

## El dilema del prisionero
El dilema del prisionero es un juego que demuestra la forma en que la cooperación está supeditada a mecanismos para alcanzar un objetivo propio o uno común. Incluso cuando todos los miembros de un grupo se beneficiaran de la cooperación, a veces el propio interés puede no necesariamente conducir a ese bien común. El dilema del prisionero ha sido objeto de estudio en diversas áreas teóricas y experimentales, incluyendo el cómputo evolutivo, la economía y ciencias sociales, así como las neurociencias.
Curiosamente, este y otros resultados en economía experimental, muestran que los humanos frecuentemente actúan de forma más cooperativa de lo que dictaría el simple interés personal. El dilema del prisionero repetido en el tiempo hace que la "no cooperación" se castigue de una manera más severa y que el caso contrario, es decir, la intención o acción de cooperar, se premie más de lo que podría sugerir el problema original. Se ha sugerido que este es un posible mecanismo para explicar la evolución de emociones complejas y comportamiento social en animales superiores. En humanos que juegan el dilema del prisionero en versión iterada, al enterarse de los resultados de una ronda se induce una serie de señales cerebrales, algunas de las cuales incluso indican qué tan rápidamente se cooperará en reciprocidad a la ronda siguiente.
Hay cuatro condiciones esenciales que tienden a ser necesarias para que surja un comportamiento cooperativo entre dos individuos:
- Una superposición de deseos.
- Una probabilidad de futuros encuentros con el mismo individuo.
- Recuerdos positivos de anteriores encuentros con ese individuo.
- Un valor asociado con futuros resultados.

## Cooperación y competición
La cooperación es la antítesis de la competición, sin embargo, puede darse el caso que un grupo se organice sobre la base de la cooperación entre sus miembros, pero con la finalidad de competir con otros grupos.
A nivel social, la cooperación humana puede tomar la forma de cooperativa o alternativamente, negocios tradicionales. Mucha gente apoya la idea de que la cooperación es la forma ideal de gestión de los asuntos humanos, sin embargo, ciertas formas de cooperación son consideradas ilegales en numerosos países. No solo en el caso trivial de personas o grupos que cooperan para la comisión de delitos, sino también desde la perspectiva del comercio, en el caso de actividades de cooperación para alterar el acceso a recursos o su precio. Por ejemplo, el Cartel y Economía.
Martin Nowak y sus colegas han estudiado intensamente el surgimiento de la cooperación en la [biología evolutiva] en numerosas situaciones. Sus simulaciones matemáticas les han permitido demostrar que, en ciertas condiciones, la cooperación surge como una estrategia evolutiva ventajosa. Esas condiciones están ligadas a los costes y beneficios de la cooperación. Por ejemplo, H. Ohtsuki y M. Nowak probaron que en una red social, donde cada individuo trata de imitar al azar a los individuos más exitosos con los que tiene relación, si k es el número de individuos con los que otro está relacionado en promedio, c el coste promedio de cooperar y b el beneficio promedio obtenido de cada individuo cooperador, la estrategia de cooperación se torna dominante cuando:
{\displaystyle {\frac {b}{c}}>k}

## El efecto de mercado
Algunos modelos han analizado el efecto del mercado sobre la estrategia cooperativa y se ha encontrado que en muchas situaciones existe una relación inversa entre la eficiencia, obteniendo un recurso concreto y la cantidad de ese recurso que uno puede obtener de forma activa. En esta situación, le resulta más rentable a cada individuo o entidad especializarse en producir un recurso concreto y obtener los demás recursos mediante comercio. Esta situación es la situación general subyacente tras el principio de la ventaja comparativa, usada frecuentemente como un principio que explicaría las ventajas del comercio. Esta situación puede aplicarse a entornos con dos o más productores de forma independiente, o en competencia con otro productor o conjunto de productores.
El efecto de mercado también se aprecia en sistemas naturales. Existe numerosos ejemplos en el mundo de los simios, los peces limpiadores, entre otras especies. Como ejemplo sencillo y aplicado a sociedades humanas, tendríamos modelos basados en comercio internacional. Por ejemplo, el mercado del petróleo. Los países árabes controlan la producción de grandes cantidades de petróleo, pero necesitan tecnología de países occidentales para poder extraerlo. La solución pasa por la cooperación a través del comercio.